# Unimak
Unimak (in lingua aleutina Unimax) è la più grande e la più orientale delle Aleutine e appartiene all'Alaska (USA). Fa parte del gruppo delle isole Fox e si trova nel mare di Bering.

## Geografia

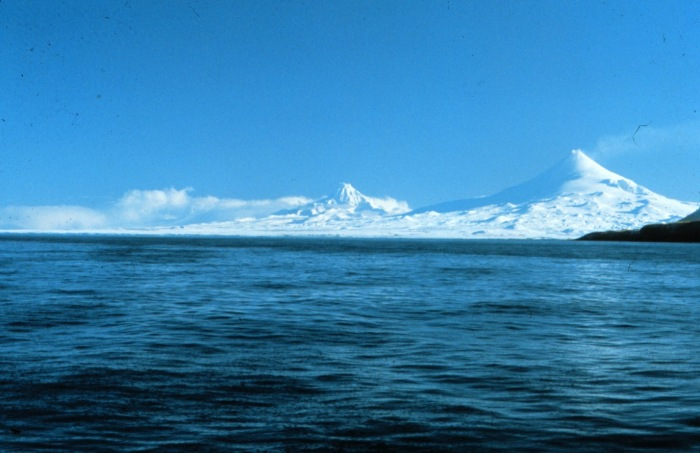
Panorama dei vulcani Shishaldin (a destra) e Isanotski su Unimak

L'isola ha una superficie di 4.069,9 km². Vi sono vari vulcani sull'isola, il maggiore di questi è il Shishaldin (2.857 m), un vulcano attivo. Al censimento del 2000 vi erano 64 persone che vivevano su Unimak, tutte nella città di False Pass all'estremità orientale dell'isola.

## Storia
Il faro di Scotch Cap, costruito nel 1903 e alto 30 m, fu inghiottito dal mare il 1º aprile 1946, colpito da uno tsunami durante il terremoto delle Isole Aleutine.

## Fauna
Come estensione della penisola di Alaska, Unimak ha una popolazione faunistica relativamente diversificata di mammiferi terrestri, tra cui l'orso bruno e il caribù. Ad ovest di Unimak, il più grande mammifero nativo delle Aleutine è la volpe rossa.